# Marsilea macropoda
Marsilea macropoda là một loài dương xỉ trong họ Marsileaceae. Loài này được Engelm. ex A. Braun mô tả khoa học đầu tiên năm 1848.